# Agomar
Agomar (auch Agomer, Agmarus, Agomarus, Almar, Agmar, Agmer; † 7. Jahrhundert) war von 625 bis ungefähr 649 Bischof der ehemaligen Diözese Senlis in Frankreich. In der römisch-katholischen Kirche wird er als Heiliger verehrt. Sein Gedenktag ist der 7. November.
Er stammte aus Beauvais und war beim Konzil von Reims im Jahr 625 anwesend.
Sein Nachfolger wurde 652 Audebert von Senlis, der ebenfalls als Heiliger verehrt wird.